# テネシー (戦艦)
|          |                                                                                         |
| 艦歴     |                                                                                         |
| 起工     | 1917年 5月14日                                                                          |
| 進水     | 1919年 4月30日                                                                          |
| 就役     | 1920年 6月3日                                                                           |
| 退役     | 1947年 2月14日                                                                          |
| 性能諸元 |                                                                                         |
| 排水量   | 基準：32,600トン、満載：35,190トン                                                      |
| 全長     | 190.35m                                                                                 |
| 全幅     | 34.74m                                                                                  |
| 吃水     | 10.36m                                                                                  |
| 最大速   | 21ノット                                                                                |
| 乗員     | 士官・兵員：1,401名                                                                     |
| 兵装     | 50口径35.6cm砲：12門 38口径12.7cm砲：16門 56口径40mm対空砲：56門 70口径20mm対空砲：43門 |

テネシー (英語: USS Tennessee, BB-43) は、アメリカ海軍の戦艦。

## 概要
「テネシー」は、テネシー級戦艦のネームシップ。艦名はテネシー州にちなむ。その名を持つ艦としては3隻目。
いわゆる標準型戦艦で、アメリカ合衆国ではBig Fiveと謳われた。1941年12月の真珠湾攻撃で小破。太平洋でのパトロール任務に従事したあと、1942年中期以降にピュージェット・サウンド海軍造船所で近代化改造工事を受ける。1943年中期のアリューシャン方面の戦いから戦線に復帰し、主に連合軍の反攻作戦にともなう火力支援（対地支援砲撃）をおこなった。終戦から間もなく予備役となり、解体された。

## 艦歴
「テネシー」は1917年5月14日にニューヨーク海軍工廠で起工。1919年4月30日にテネシー州知事の娘、ヘレン・レノーレ・ロバーツによって命名、進水し、1920年6月3日に初代艦長リチャード・H・リー大佐の指揮下就役した。
1941年（昭和16年）12月7日（日本時間12月8日）、日本海軍の機動部隊がオアフ島のパールハーバーを奇襲する（真珠湾攻撃、両軍戦闘序列）。フォード島周辺で戦艦桟橋の南端にいた姉妹艦「カリフォルニア」は魚雷2本と爆弾3発が命中して大破着底し、戦艦列の内側（フォード島側）に繋留されていた「テネシー」には爆弾2発が命中して小破した。さらに「テネシー」の外側に停泊していた戦艦「ウェストバージニア」は九七式艦上攻撃機の雷撃に晒され、魚雷6本と爆弾2発が命中して沈没着底した。また「テネシー」の二番砲塔近くに命中した爆弾の破片が「ウェストバージニア」に飛散し、ウェストバージニア艦長ベニオン大佐に致命傷を負わせた。小被害で済んだ「テネシー」は早期に戦線に復帰し、ミッドウェー作戦ではパイ中将が率いる戦艦部隊の一員として行動、日本軍の進撃を警戒した。
ミッドウェー海戦で日本軍の攻勢が頓挫すると、「テネシー」と真珠湾で浮揚された「カリフォルニア」、「ウェストバージニア」は、アメリカ西海岸のピュージェット・サウンド海軍造船所で徹底的な近代化改修を受ける。この3隻は、速力を除けばサウスダコタ級戦艦に匹敵する性能と外観を持った。アメリカ標準型戦艦の特徴だった籠マストは前後とも撤去されている。先に改装工事を終えた「テネシー」は、アリューシャン方面の戦いを支援した。

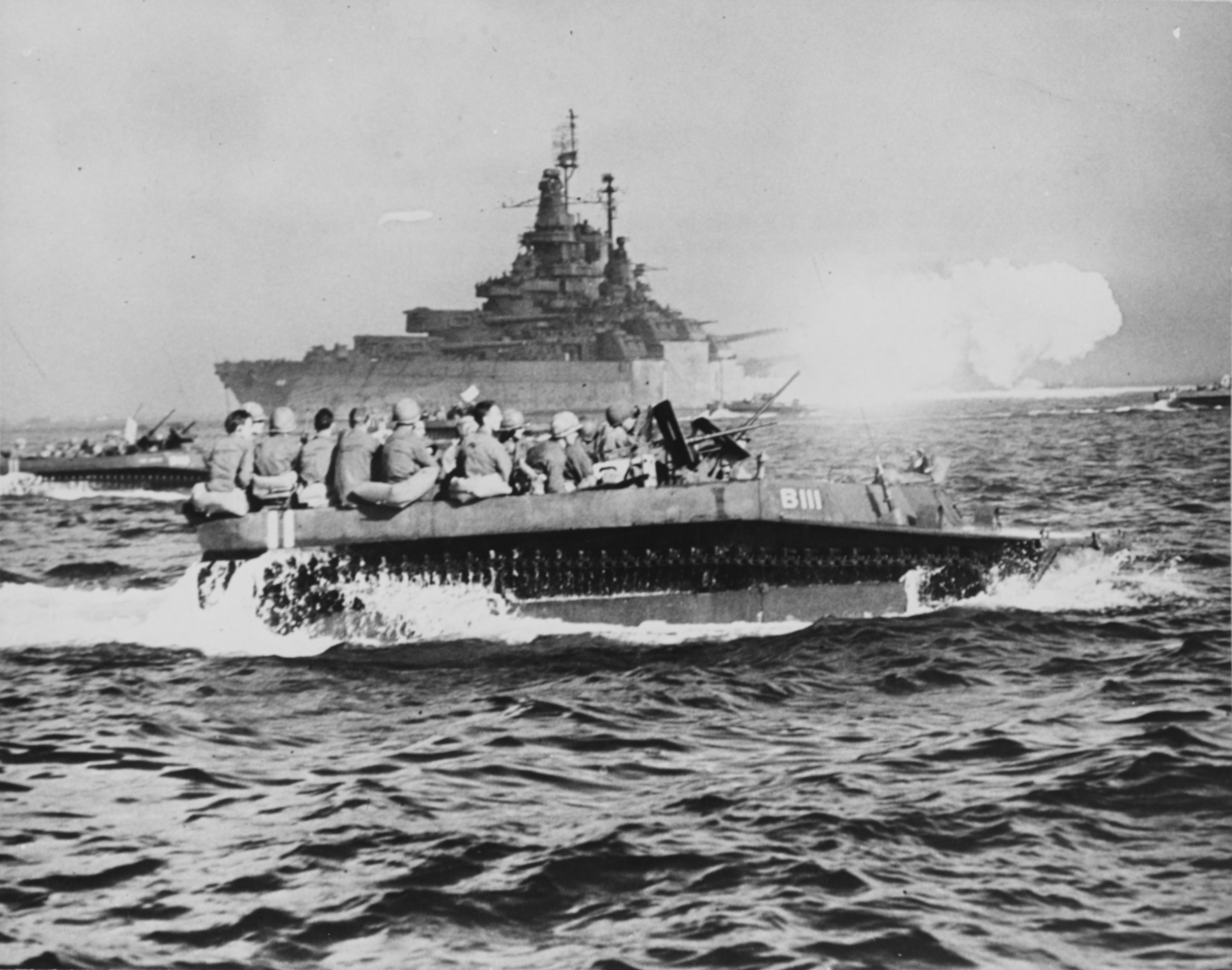
沖縄戦で艦砲射撃をおこなう「テネシー」（大改装後）と、LVT。

続いてガルヴァニック作戦にともなうタラワ攻防戦、フリントロック作戦にともなうクェゼリン戦やエニウェトク戦に参加。島嶼の攻略戦においては、その艦砲射撃の威力を発揮した。1944年中期になると「カリフォルニア」が戦線に復帰し、マリアナ諸島の攻略作戦（サイパン島戦、グアム戦、テニアン戦）、ペリリュー戦やアンガウル戦に参加した。
1944年10月からは、大改造工事を終えた「ウェストバージニア」が復帰する。フィリピン戦、硫黄島戦、沖縄戦等に参加する。1944年10月下旬のレイテ沖海戦では第77任務部隊 (Task Force 77) に所属し、姉妹艦や駆逐艦「ベニオン」 (USS Bennion, DD-662) 等と共に、スリガオ海峡経由でレイテ湾への突入を試みた扶桑型戦艦2隻を含む日本艦隊（西村部隊）を迎撃し、撃破している。「テネシー」はサイパンで沿岸砲台の、沖縄では特攻機の攻撃にあい損害を受けるも致命的なものではなく、直ぐに戦線に復帰している。終戦後は日本本土の進駐に向かった後、シンガポール、インド洋、喜望峰、大西洋を経て本国に帰還した。1947年に退役、1959年に解体された。
「テネシー」は第二次世界大戦の戦功により海軍部隊章および10個の従軍星章を受章した。